# 喬納坦·索里亞諾
喬納坦·索里亞諾·卡萨斯（1985年9月24日—）是一位已退役西班牙足球運動員，場上司职前锋，最后效力於西乙球隊卡斯特利翁。他曾效力於萨尔茨堡红牛、西班牙人和巴塞羅那等球队。他也代表加泰羅尼亞聯隊參賽。